# 専修大学北海道短期大学
専修大学北海道短期大学（せんしゅうだいがくほっかいどうたんきだいがく、英語: Hokkaido College, Senshu University）は、北海道美唄市字美唄1610-1　に本部を置いていた日本の私立大学である。1968年に設置され、2017年に廃止された。大学の略称は専北短、（法人内で）北短（ほくたん）。

## 概観

### 前史
- 北海道美唄市に所在した日本の私立短期大学で、設置主体は学校法人専修大学。
- 1964年8月に専修大学北海道校友会総会の席上で、北海道在住の卒業生から分校を誘致して欲しいとの強い要望があり、この総会には元北海道開発庁長官だった川島正次郎ら大学首脳陣も出席していたため、北海道にて開学を決定する[3]。
- 農業を主軸とする美唄市は、農業従事者不足を解消するため、大学の誘致に積極的であった。また、日本の有数の産炭地として三井美唄炭鉱が廃坑し、代替振興策として大学誘致に伴い企業等も誘致を強く希求。1964年より学校法人専修大学が分校を北海道に設置する構想を察知した美唄市幹部は、再三に渡って全市をあげて学校法人専修大学に対し、強く要望した。これに対し、大学当局も農工業従事者養成する学部設置に動いた。美唄市では、市有地を10万坪を寄付し、これによって短期大学設立に至った[4]。

### 大学全体
- 専修大学美唄農工短期大学として1968年に開学。
- かつては 5 学科を有する総合短期大学だったが[5]、2006年度入学生より学科再編により 2 学科になった。
- 法人の本部がある専修大学神田キャンパス内に「専修大学北海道短期大学東京事務所」があった[注 2]。
- 2010年度の入学生を最後に[注釈 2]、短期大学としての使命を終える[注釈 3]

### 建学の精神（校訓・理念・学是）
- 専修大学北海道短期大学における建学の精神は「国家・社会に対する報恩奉仕」となっている。

### 教育および研究
- 専修大学北海道短期大学には商業・経済系の専門科目や日本全国でも数少ない農業系のカリキュラムがある。

### 学風および特色
- 専修大学北海道短期大学は、1968年の開道100年という節目の年を記念に、学校法人専修大学により設置された短大となっている。
- 男女共学であるが、旧来より男子学生の割合の方が多いものとなっていた。
- かつて、土木科・造園林学科其々を卒業後、相互の学科の2年次に編入し 3年間で2学科を勉強するという 「3年2学科制度」が設置されていた。
- 土木科、農業機械科、造園林学科[注 3]では、玉掛け・フォークリフト運転者・クレーン運転士など数多くの資格を在学生に取得させていた。
- キャンパス内にスキー場・ロッジ・リフトがあり、地域住民に開放されていた。構内に唯一スキー場がある大学といわれていた[12]。
- 定期試験制度を行わず、授業中のテストや、レポート、ゼミナール討論といった日頃の授業や学習から多面的に評価しているところに特色があった。
- 「学華」（短期大学の花）として、ほおのきを選んでいたことがある。このことから、教員の著作が「ほおのき文庫」と名づけられ、閉学後は専大学図書館が一括管理をしていた。

## 沿革
- 1967年
  - 学校法人専修大学理事会、評議委員会で専修大学美唄農工短期大学の設置が決まる[13]。
- 1968年
  - 3月15日 左記を以て文部省[注 4]より短期大学の設置が認可される[14]。。
  - 4月1日 専修大学美唄農工短期大学が以下の学科体制にて開学[注 5]。
    - 農業機械科 入学定員80名[注釈 4]
    - 農業土木科 入学定員80名[注釈 4]
    - 農業経営科 入学定員100名[注釈 4]

  - 5月1日 学生数[18]/定員
    - 農業機械科 8[注釈 5]/80
    - 農業土木科 21[注釈 5]/80
    - 農業経営科 66[注釈 5]/100

  - 6月 開学式を挙行。
- 1970年
  - 5月1日 学生数[19]/定員
    - 農業機械科 43[注釈 5]/160
    - 農業土木科 73[注釈 5]/160
    - 農業経営科 51[注釈 6]/200
- 1972年
  - 4月1日 農業機械科の入学定員を80→40に減員[注 6]。
  - 5月1日 学生数[23]/定員
    - 農業機械科 27[注釈 5]/120
    - 農業土木科 75[注釈 5]/160
    - 農業経営科 23[注釈 5]/200
- 1973年
  - 4月1日 専修大学北海道短期大学に名称変更。かつこの年度の入学生より、以下旧来の学科を以下の通り改組される[注 7]。
    - 農業経営科→商科 入学定員100→80名[注釈 7]。
    - 農業土木科→土木科 入学定員80→60名

  - 5月1日 学生数[27]/定員
    - 農業機械科 43[注釈 5]/80
    - 土木科 73[注釈 5]/140
    - 商科 77[注 8]/80
      - 農業経営科 10[注釈 5]/100
- 1975年
  - 5月1日 学生数[28]/定員
    - 農業機械科 67[注釈 5]/80
    - 土木科 172[注釈 5]/120
    - 商科 188[注 9]/160

  - 12月3日 専攻科の設置が認められ、以下の課程を設ける[29]。
    - 土木専攻[注釈 8]
    - 農業機械専攻[注釈 8]
- 1976年
  - 4月1日 土木科の入学定員を60→90に増員[注 10]
  - 5月1日 学生数[33]/定員
    - 農業機械科 109[注釈 9]/80
    - 土木科 206[注釈 6]/150
    - 商科 256[注 11]/160
- 1977年
  - 創立10周年記念式典を挙行。
  - 5月1日 学生数[34]/定員
    - 農業機械科 120[注釈 10]/80
    - 土木科 190[注釈 10]/180
    - 商科 270[注 12]/160
- 1979年
  - 4月1日 以下、入学定員増あり[注 13]
    - 商科 80→100
    - 農業機械科 40→50

  - 5月1日 学生数[38]/定員
    - 農業機械科 118[注釈 6]/90
    - 土木科 156[注釈 5]/180
    - 商科 326[注 14]/180
- 1980年
  - 5月1日 学生数[39]/定員
    - 農業機械科 126[注釈 6]/100
    - 土木科 159[注釈 5]/180
    - 商科 309[注 15]/200
- 1983年
  - 4月1日 以下の学科を増設する[注 16]。
    - 造園林学科 入学定員50名[注釈 11]
    - 経済科 入学定員120名[注釈 11]

  - 5月1日 学生数[44]/定員
    - 農業機械科 114[注釈 5]/100
    - 土木科 138[注釈 6]/180
    - 商科 284[注 17]/200
    - 造園林学科 27[注釈 5]/50
    - 経済科 71[注 18]/120
- 1984年
  - 5月1日 学生数[45]/定員
    - 農業機械科 88[注釈 5]/100
    - 土木科 123[注釈 6]/180
    - 商科 268[注 19]/200
    - 造園林学科 48[注釈 9]/100
    - 経済科 136[注 20]/240
- 1985年
  - 5月1日 学生数[46]/定員
    - 農業機械科 77[注釈 5]/100
    - 土木科 97[注釈 5]/180
    - 商科 287[注 21]/200
    - 造園林学科 49[注釈 9]/100
    - 経済科 145[注 22]/240

  - 学生・教職員の福利厚生の一環でリフト完備型のスキー場を開設[注 23]
- 1986年
  - 短期大学後援会が発足。
  - 5月1日 学生数[48]/定員
    - 農業機械科 111[注釈 6]/100
    - 土木科 98[注釈 5]/180
    - 商科 302[注 24]/200
    - 造園林学科 78[注釈 9]/100
    - 経済科 185[注 25]/240
- 1987年
  - 環境科学研究所を設置。
  - 5月1日 学生数[49]/定員
    - 農業機械科 118[注釈 6]/100
    - 土木科 118[注釈 5]/180
    - 商科 300[注 26]/200
    - 造園林学科 95[注 27]/100
    - 経済科 199[注 28]/240

  - 創立20周年記念式典を挙行。
- 1990年
  - 社会人聴講生制度を開設。
- 1992年
  - 4月1日 専攻科において以下の課程を増設する[注 29]。
    - 造園林学専攻[注釈 8]

  - 5月1日 学生数[注 30]/定員
    - 農業機械科 115[注釈 6]/100
    - 土木科 222[注釈 9]/180
    - 商科 319[注 31]/200
    - 造園林学科 137[注 32]/100
    - 経済科 295[注 33]/240
- 1993年
  - 創立25周年記念式典を挙行。
- 1995年
  - 社会人聴講生制度を廃止し、科目等履修生制度を開設。
- 1999年
  - 5月1日 学生数[54]/定員
    - 農業機械科 97[注釈 12]/100
    - 土木科 161[注釈 12]/180
    - 商科 209[注 34]/200
    - 造園林学科 118[注 35]/100
    - 経済科 202[注 36]/240
- 2003年
  - 4月1日 この年度の入学生より、以下の改称あり[注 37]。
    - 土木科→環境システム科[注 38]
    - 農業機械科→農業科学科
    - 造園林学科→園芸緑地科
- 2005年
  - 4月1日
    - この年度の入学生より専攻科の各専攻を以下の通り改称される[注 39]。
    - 土木専攻→環境システム学専攻
    - 農業機械専攻→農業科学専攻
    - 造園林学専攻→園芸緑地学専攻

  - 4月1日 以下の学科については、この年度で学生募集を最終とする[注 40]。
    - 経済科[注釈 13]。
    - 農業科学科[注 41]
    - 園芸緑地科[注釈 13]
- 2006年
  - 4月1日 この年度の入学生より、以下の学科に改編される[注 42]。
    - 商経社会総合学科 入学定員220名[注 43]
    - みどりの総合科学科 入学定員150名[注 44]。
- 2008年
  - 4月1日 以下、学科の減員あり[注 45]。
    - 商経社会総合学科 220→120
    - みどりの総合科学科 150→80
- 2010年
  - 4月1日 この年度で短期大学としての学生募集を最終とする[注釈 2]。
- 2016年
  - 10月 専修大学北海道短期大学記念碑を建碑
- 2017年
  - 4月19日 左記をもって正式に廃止となる[注釈 3]。

## 基礎データ

### 所在地
- 北海道美唄市字美唄1610-1[注釈 1]

### 象徴
- 専修大学北海道短期大学のカレッジマークは専修大学と同じものとなっている[注 46]。

## 教育および研究

### 組織

#### 学科
- みどりの総合科学科 入学定員80名[注釈 14]
- 商経社会総合学科 入学定員120名[注釈 14]

#### 専攻科
- 環境システム専攻[注釈 15]
- 農業科学専攻[注釈 15]
- 園芸緑地学専攻[注釈 15]

#### 別科
- なし

##### 2005年度以前の学科体制
- 農業土木科→土木科→環境システム科→みどりの総合科学科
- 農業経営科→商科→商経社会総合学科
- 農業機械科→農業科学科 入学定員50名[注釈 16]
- 造園林学科→園芸緑地科 入学定員50名[注釈 16]
- 経済科 入学定員120名[注釈 16]

### 取得資格について
資格
- 測量士補：みどりの総合科学科にて[注 47]
- 農業機械士：みどりの総合科学科にて[注 48]

## 附属機関
- 地域総合科学研究センター

## 研究
- 地域総合科学研究センターにて各教員の専門分野に関する研究を支援している。当初は環境科学に特化していたが、この中には、まちづくりや福祉、農業、環境保全、エネルギーなど、全国で唯一の総合短期大学にふさわしい地域に密着したテーマが設定されている。その他、学生教育の工夫改善に関するテーマなどもある。
- 「地域総合科学研究センター報告」がある。
- 『専修大学北海道短期大学紀要. 人文・社会科学編』[73]
- 『専修大学北海道短期大学紀要』[74]

## 学生生活

### 部活動・クラブ活動・サークル活動
- 専修大学北海道短期大学のクラブ活動
  - 体育系：陸上競技・柔道・スキー・軟式野球ほか

### 学園祭
- 専修大学北海道短期大学の学園祭は「北鳳祭」と呼ばれ毎年、概ね6月に行われていた。学園祭では養牛を解体し、丸焼きにした焼肉パーティーが一般市民にも開放され行われていたといい、学長以下教職員も参加していた[47]。

### スポーツ
- 柔道部が盛んで、正力松太郎杯北海道学生柔道体重別選手権大会の女子48Kg以下級で優勝した実績がある。
- 軟式野球部は、2007年春季リーグの全日本大学軟式野球選手権大会道予選で準優勝した。
- 硬式野球部は、1999年札幌学生野球リーグ1部で活躍。

## 大学関係者と組織

### 大学関係者一覧

#### 大学関係者
- 相馬勝夫：初代学長
- 山田忍：2代学長
- 吉田富穂：3代学長
- 正富宏之：4代学長、山科芳麿賞受賞者
- 泉武夫：6代学長
- 新家憲：7代学長
- 矢野建一：10代学長
- 俵浩三（造園林学科名誉教授）
- 相田慎一（経済科教授）
- 小酒井正和（商経社会総合学科准教授）
- 河西勝（専修大学美唄農工短期大学時代の講師）
- 工藤英一（客員教授）
- 岡村俊民（客員教授）
- 大谷俊昭（客員教授）
- 山口甲（客員教授）

#### 出身者
- 江連裕子（フリーアナウンサー）
- Bコース（お笑いタレント）

## 施設

### キャンパス
- 当時の交通アクセス
  - JR函館本線光珠内駅から徒歩。
  - 北海道中央バス滝岩線「専修大学入口」停留所（国道12号沿い）。
  - 美自校バス（美唄駅 - 専大前）終点「専大前」停留所（当短大すぐ前）。
- 設備：駆動実習棟・セベック会館[注 49]・体育館・図書館・実習室・大食堂・研究室・相馬記念会館[注 50]。スキー場・ロッジほか専大ファームなどがある。キャンパスの総面積は1,230,000m2。

## 対外関係

### 地方自治体との協定
- 美唄市と地域協定連携を締結していた。

### 系列校
- 専修大学
- 石巻専修大学

## 社会との関わり
- 「美唄歌舞裸（かぶら）祭り」という地域のイベントに参加していた。
- 1981年に中国の農業機械研究者が本学に研究留学。以来交流が続き[12]、その後、中国の江沢民元国家主席と会見したことがある。
- 創立30周年を迎えた1998年には、美唄市長らを迎えて「創立30周年記念の植樹」を行ったことがある。

## 卒業後の進路について

### 編入学・進学実績
- 系列の専修大学・石巻専修大学以外では、帯広畜産大学・室蘭工業大学・弘前大学・岩手大学・宇都宮大学・信州大学・鳥取大学・駿河台大学・大東文化大学・京都橘大学などがある。